# Bruno Tuybens
Bruno A.R. Tuybens, né le 10 novembre 1961 à Uccle est un homme politique belge flamand, membre du Sp.a.
Il est candidat en droit et fut cadre du groupe KBC.

## Fonctions politiques
- Ancien secrétaire d'État aux Entreprises publiques
- Bourgmestre de Zwalin
- député fédéral belge depuis le 10 juin 2007 au 25 mai 2014